# Nina Półtorak
Nina Półtorak (ur. 1971) – profesor nauk prawnych i polska sędzia w Sądzie Unii Europejskiej.
W 1995 ukończyła studia prawnicze na Uniwersytecie Jagiellońskim. Doktoryzowała się w 2001 na podstawie pracy zatytułowanej Odpowiedzialność odszkodowawcza państw członkowskich za naruszenie prawa Wspólnot Europejskich, habilitację uzyskała w 2011 na podstawie pracy pt. Ochrona uprawnień wynikających z prawa Unii Europejskiej w postępowaniach krajowych. W 2022 otrzymała tytuł profesora nauk prawnych.
W 1995 rozpoczęła pracę na Uniwersytecie Jagiellońskim. W latach 2000–2012 radczyni prawna, a następnie sędzia Wojewódzkiego Sądu Administracyjnego w Krakowie delegowana do Naczelnego Sądu Administracyjnego. W latach 2013–2016 naczelniczka Wydziału Prawa Europejskiego Naczelnego Sądu Administracyjnego. W 2016 objęła urząd sędzi Sądu Unii Europejskiej.
Specjalizuje się w zagadnieniach z dziedziny prawa europejskiego. Profesor w Katedrze Prawa Europejskiego na Wydziale Prawa i Administracji Uniwersytetu Jagiellońskiego. 

## Publikacje[10]
- Odpowiedzialność odszkodowawcza państwa w prawie Wspólnot Europejskich, Kraków: Wydawnictwo Zakamycze, 2002, ISBN 83-7333-102-6, OCLC 535289575

- Ochrona uprawnień wynikających z prawa Unii Europejskiej w postępowaniach krajowych, wyd. Stan prawny na 1 lipca 2010 r, Warszawa: Oficyna a Wolters Kluwer Business, 2010, ISBN 978-83-264-0449-8, OCLC 751121664
- European Union rights in national courts, Alphen aan den Rijn, The Netherlands, ISBN 978-90-411-5863-5, OCLC 900266320